# Thamnaconus fajardoi
Thamnaconus fajardoi es una especie de peces de la familia Monacanthidae en el orden de los Tetraodontiformes.

## Morfología
Los machos pueden llegar alcanzar los 22 cm de longitud total.

## Hábitat
Es un pez mar y, de aguas profundas y demersal que vive entre 130-150 m de profundidad.

## Distribución geográfica
Se encuentra al sur del Canal de Mozambique, Madagascar, Reunión y Mauricio.

## Observaciones
Es inofensivo para los humanos.